# Grigori Néouïmine
Grigori Nikolaïevitch Néouïmine (en russe : Григорий Николаевич Неуймин, ISO 9 : Grigorij Nikolaevič Neujmin), né le 3 janvier 1886 (22 décembre 1885 dans le calendrier julien) et mort le 17 décembre 1946, était un astronome soviétique/russe.

## Travaux
Il est crédité de la découverte de 74 astéroïdes, dont en particulier (951) Gaspra et (762) Pulcova. Le Centre des planètes mineures a enregistré ses découvertes sous le nom G. N. Neujmin et son nom apparaît de cette façon dans la littérature. Cependant, la transcription en français de son nom est Néouïmine.
Il découvrit ou codécouvrit également plusieurs comètes périodiques, dont 25D/Néouïmine, 28P/Néouïmine, 42P/Néouïmine, 57P/du Toit-Néouïmine-Delporte et 58P/Jackson-Néouïmine. L'astéroïde (1129) Neujmina a été nommé en son honneur.
| (748) Simeïsa        | 14 mars 1913      |
| (751) Faïna          | 28 avril 1913     |
| (752) Sulamitis      | 30 avril 1913     |
| (753) Tiflis         | 30 avril 1913     |
| (762) Pulcova        | 3 septembre 1913  |
| (768) Struveana      | 4 octobre 1913    |
| (769) Tatjana        | 6 octobre 1913    |
| (779) Nina           | 25 janvier 1914   |
| (780) Armenia        | 25 janvier 1914   |
| (781) Kartvelia      | 25 janvier 1914   |
| (787) Moskva         | 20 avril 1914     |
| (789) Lena           | 24 juin 1914      |
| (791) Ani            | 29 juin 1914      |
| (814) Tauris         | 2 janvier 1916    |
| (824) Anastasia      | 25 mars 1916      |
| (825) Tanina         | 27 mars 1916      |
| (829) Academia       | 25 août 1916      |
| (830) Petropolitana  | 25 août 1916      |
| (847) Agnia          | 2 septembre 1915  |
| (848) Inna           | 5 septembre 1915  |
| (877) Walküre        | 13 septembre 1915 |
| (882) Swetlana       | 15 août 1917      |
| (916) America        | 7 août 1915       |
| (917) Lyka           | 5 septembre 1915  |
| (951) Gaspra         | 30 juillet 1916   |
| (952) Caia           | 27 octobre 1916   |
| (1075) Helina        | 29 septembre 1926 |
| (1099) Figneria      | 13 septembre 1928 |
| (1110) Jaroslawa     | 10 août 1928      |
| (1123) Shapleya      | 21 septembre 1928 |
| (1135) Colchis       | 3 octobre 1929    |
| (1137) Raïssa        | 27 octobre 1929   |
| (1140) Crimée        | 30 décembre 1929  |
| (1146) Biarmie       | 7 mai 1929        |
| (1147) Stavropolis   | 11 juin 1929      |
| (1158) Luda          | 31 août 1929      |
| (1189) Terentia      | 17 septembre 1930 |
| (1190) Pélagie       | 20 septembre 1930 |
| (1202) Marina        | 13 septembre 1931 |
| (1210) Morosovia     | 6 juin 1931       |
| (1236) Thaïs         | 6 novembre 1931   |
| (1255) Schilowa      | 8 juillet 1932    |
| (1269) Rollandia     | 20 septembre 1930 |
| (1271) Isergina      | 10 octobre 1931   |
| (1277) Dolores       | 18 avril 1933     |
| (1289) Kutaïssi      | 19 août 1933      |
| (1306) Scythie       | 22 juillet 1930   |
| (1307) Cimmérie      | 17 octobre 1930   |
| (1309) Hyperborée    | 11 octobre 1931   |
| (1316) Kasan         | 17 novembre 1933  |
| (1331) Solvejg       | 25 août 1933      |
| (1347) Patria        | 6 novembre 1931   |
| (1351) Uzbekistania  | 5 octobre 1934    |
| (1379) Lomonosowa    | 19 mars 1936      |
| (1386) Storeria      | 28 juillet 1935   |
| (1403) Idelsonia     | 13 août 1936      |
| (1434) Margot        | 19 mars 1936      |
| (1459) Magnya        | 4 novembre 1937   |
| (1484) Postrema      | 29 avril 1938     |
| (1590) Tsiolkovskaja | 1er juillet 1933  |
| (1603) Neva          | 4 novembre 1926   |
| (1653) Yakhontovia   | 30 août 1937      |
| (1671) Chaika        | 3 octobre 1934    |
| (1692) Subbotina     | 16 août 1936      |
| (1725) CrAO          | 20 septembre 1930 |
| (1734) Zhongolovich  | 11 octobre 1928   |
| (1783) Albitskij     | 24 mars 1935      |
| (2166) Handahl       | 13 août 1936      |
| (2237) Melnikov      | 2 octobre 1938    |
| (2484) Parenago      | 7 octobre 1928    |
| (2536) Kozyrev       | 15 août 1939      |
| (3036) Krat          | 11 octobre 1937   |
| (3761) Romanskaya    | 25 juillet 1936   |
| (4420) Alandreev     | 15 août 1936      |